# NGC 4657
NGC 4657 је галаксија у сазвежђу Ловачки пси која се налази на NGC листи објеката дубоког неба.
Деклинација објекта је + 32° 12' 33" а ректасцензија 12h 44m 6,9s. Привидна величина (магнитуда) објекта NGC 4657 износи 12,4 а фотографска магнитуда 13,0.